# Boris Zala
Boris Zala (* 9. prosince 1954, Zlaté Moravce) je bývalý slovenský politik, poslanec Národní rady Slovenské republiky a Evropského parlamentu.

## Život
V roce 1979 absolvoval Filozofickou fakultu Univerzity Komenského v Bratislavě. V roce 1981 získal titul PhDr., v roce 1995 CSc. a v roce 2001 se stal docentem. Jeho dědečkem byl Tido J. Gašpar, vedoucího Úřadu propagandy Slovenského státu, po válce odsouzený na 30 let vězení.
V roce 1981 působil ve Slovenském rozhlase jako redaktor, od roku 1982 pracoval z důvodu politického pronásledování v dělnických zaměstnáních. Z politických důvodů byl dvakrát propuštěn ze zaměstnání. Od roku 1984 pracoval ve Výzkumném ústavu sociálního rozvoje a práce jako vědecký pracovník.
Po Sametové revoluci pracoval od roku 1990 jako vedoucí sekretariátu předsedy Slovenské národní rady a jako odborný asistent na Filozofické fakulty Univerzity Karlovy. Od roku 2000 je vedoucím Katedry politologie a evropských studií na Univerzitě Konštantína Filozofa v Nitře.
V politice začal působit již těsně po Sametové revoluci, a to v Sociálnodemokratické straně Slovenska. V letech 1990 až 1992 působil jako její předseda. V roce 1990 byl zvolen poslancem Slovenské národní rady, členem jejího předsednictva a předsedou výboru pro bezpečnost.
Po roku 1993 se v STV podílel na přípravě a vysílání pořadů „Na koreň veci“.
Od roku 2000 byl členem předsednictva strany SMER (od 1. ledna 2005 působící pod názvem SMER - sociálna demokracia). V letech 2002 až 2009 byl za SMER poslancem NR SR. Byl členem Zahraničního výboru NR SR a Mimořádného kontrolního výboru NR SR pro kontrolu činnosti Slovenské informační služby. V letech 2009 až 2019 byl poslancem Evropského parlamentu. V roce 2016 ze strany vystoupil.